# Ларс Реннінген
Ларс Реннінген (норв. Lars Rønningen; нар. 24 листопада 1965, Осло) — норвезький борець греко-римського стилю, срібний та бронзовий призер чемпіонатів світу, дворазовий чемпіон Європи, учасник трьох Олімпійських ігор.

## Життєпис
У 1980 році виграв чемпіонат світу серед юніорів, а у 1983 став бронзовим призером на чемпіонаті світу серед молоді.
Виступав за борцівський клуб Kolbotn IL, Колботн. Тренував норвезьку борчиню, призерку чемпіонатів світу та Європи Мете Барлі.
Молодший брат дворазового олімпійського чемпіона, чемпіона Європи та світу з греко-римської боротьби Йона Реннінгена.

## Спортивні результати на міжнародних змаганнях

### Виступи на Олімпіадах
| Змагання                    | Збірна   | Вагова категорія                 | Місце             |
| --------------------------- | -------- | -------------------------------- | ----------------- |
| Літні Олімпійські ігри 1984 | Норвегія | греко-римська боротьба, до 48 кг | 8                 |
| Літні Олімпійські ігри 1988 | Норвегія | греко-римська боротьба, до 48 кг | не вийшов з групи |
| Літні Олімпійські ігри 1992 | Норвегія | греко-римська боротьба, до 48 кг | 7                 |

### Виступи на Чемпіонатах світу
| Змагання                        | Збірна   | Вагова категорія                 | Місце  |
| ------------------------------- | -------- | -------------------------------- | ------ |
| Чемпіонат світу з боротьби 1986 | Норвегія | греко-римська боротьба, до 48 кг | 4      |
| Чемпіонат світу з боротьби 1987 | Норвегія | греко-римська боротьба, до 48 кг | Бронза |
| Чемпіонат світу з боротьби 1989 | Норвегія | греко-римська боротьба, до 48 кг | Срібло |
| Чемпіонат світу з боротьби 1991 | Норвегія | греко-римська боротьба, до 57 кг | 25     |

### Виступи на Чемпіонатах Європи
| Змагання                         | Збірна   | Вагова категорія                 | Місце  |
| -------------------------------- | -------- | -------------------------------- | ------ |
| Чемпіонат Європи з боротьби 1982 | Норвегія | греко-римська боротьба, до 48 кг | 4      |
| Чемпіонат Європи з боротьби 1986 | Норвегія | греко-римська боротьба, до 48 кг | 4      |
| Чемпіонат Європи з боротьби 1988 | Норвегія | греко-римська боротьба, до 48 кг | Золото |
| Чемпіонат Європи з боротьби 1992 | Норвегія | греко-римська боротьба, до 48 кг | Золото |
| Чемпіонат Європи з боротьби 1993 | Норвегія | греко-римська боротьба, до 52 кг | 4      |

### Виступи на Кубках світу
| Змагання                    | Збірна   | Вагова категорія                 | Місце |
| --------------------------- | -------- | -------------------------------- | ----- |
| Кубок світу з боротьби 1989 | Норвегія | греко-римська боротьба, до 52 кг | 4     |

### Виступи на інших змаганнях
| Змагання                            | Збірна   | Вагова категорія                 | Місце  |
| ----------------------------------- | -------- | -------------------------------- | ------ |
| Північний чемпіонат з боротьби 1981 | Норвегія | греко-римська боротьба, до 48 кг | Золото |
| Північний чемпіонат з боротьби 1982 | Норвегія | греко-римська боротьба, до 48 кг | Золото |
| Гран-прі Німеччини з боротьби 1984  | Норвегія | греко-римська боротьба, до 52 кг | 5      |
| Північний чемпіонат з боротьби 1986 | Норвегія | греко-римська боротьба, до 48 кг | Золото |
| Північний чемпіонат з боротьби 1987 | Норвегія | греко-римська боротьба, до 48 кг | Золото |
| Гала гран-прі FILA 1987             | Норвегія | греко-римська боротьба, до 48 кг | 7      |
| Північний чемпіонат з боротьби 1988 | Норвегія | греко-римська боротьба, до 48 кг | Золото |
| Золотий Гран-прі з боротьби 1992    | Норвегія | греко-римська боротьба, до 48 кг | Бронза |
| Гран-прі Німеччини з боротьби 1992  | Норвегія | греко-римська боротьба, до 48 кг | Бронза |
| Гран-прі Німеччини з боротьби 1993  | Норвегія | греко-римська боротьба, до 57 кг | 7      |
| Північний чемпіонат з боротьби 1993 | Норвегія | греко-римська боротьба, до 57 кг | Срібло |

### Виступи на змаганнях молодших вікових груп
| Змагання                                          | Збірна   | Вагова категорія                 | Місце  |
| ------------------------------------------------- | -------- | -------------------------------- | ------ |
| Чемпіонат світу з боротьби серед юніорів 1980     | Норвегія | греко-римська боротьба, до 42 кг | Золото |
| Північний чемпіонат з боротьби серед юніорів 1981 | Норвегія | греко-римська боротьба, до 48 кг | Срібло |
| Північний чемпіонат з боротьби серед юніорів 1982 | Норвегія | греко-римська боротьба, до 52 кг | Золото |
| Північний чемпіонат з боротьби серед юніорів 1984 | Норвегія | греко-римська боротьба, до 52 кг | Золото |
| Північний чемпіонат з боротьби серед юніорів 1985 | Норвегія | греко-римська боротьба, до 52 кг | Срібло |
| Чемпіонат світу з боротьби серед молоді 1983      | Норвегія | греко-римська боротьба, до 48 кг | Бронза |